# BULLSフットボールクラブ
BULLSフットボールクラブ（ブルズフットボールクラブ英: Bulls Football Club）は、日本の埼玉県朝霞市に本拠地を置くアメリカンフットボールのクラブチーム。Xリーグ1部のX1 Areaに所属。

## 歴史
1981年に日本ユニバックのアメリカンフットボールチーム、ファイティングビッツが創部。
1988年、合併に伴い日本ユニシスとなり、1989年に日本社会人アメリカンフットボール協会に加盟。
1998年に関東社会人Jr.リーグへ昇格。
1999年にX3リーグへ昇格。
2004年に和光証券BULLSと合併し、日本ユニシスBULLSにチーム名を変更。
2006年にX2リーグへ昇格。
2009年、Xリーグ（X1リーグ）へ昇格。
2013年に日本ユニシスがスポンサーから撤退を表明し、BULLSフットボールクラブに改名。チームの運営費を調達するための試みとして、不特定多数の個人や団体などから、インターネットを通して運営資金を募る「クラウドファンディング」で、チームの再建に乗り出すことにした。この仕組みは、JGマーケティング社に運営を委託し、同社のサイト内で1万円を下限として出資を募り、出資者にはその出資額に応じて公式戦の観戦チケットなどの記念品を贈呈するというものである。

## 成績

### 秋季リーグ戦成績
|  |  |  | 優勝 |  | 準優勝 |  | 昇格 |  | 降格 |

| 年度 | 所属    | レギュラーシーズン | レギュラーシーズン | レギュラーシーズン | レギュラーシーズン | プレーオフ |
| 年度 | 所属    | 勝                 | 負                 | 分                 | 順位               | プレーオフ |
| ---- | ------- | ------------------ | ------------------ | ------------------ | ------------------ | ---------- |
| 2023 | X2 EAST | 4                  | 1                  | 0                  | 2位                | 自動昇格   |

## チーム名遍歴
| 期間            | チーム名称                             |
| --------------- | -------------------------------------- |
| 1981年 - 1987年 | 日本ユニバックアメリカンフットボール部 |
| 1988年 - 不明   | 日本ユニシスアメリカンフットボール部   |
| 不明 - 2003年   | 日本ユニシスRED SCORPIONS              |
| 2004年 - 2012年 | 日本ユニシスBULLS                      |
| 2013年          | BULLSフットボールクラブ                |

日本ユニシスのアメリカンフットボール部時代のチーム名称は「ファイティングビッツ」である。